# خفاش میوه‌خوار پوزه‌کوتاه کوچک
خفاش میوه‌خوار پوزه‌کوتاه کوچک (نام علمی: Cynopterus brachyotis) نوعی خفاش میوه‌خوار است که در جنوب هند، سری لانکا، بنگلادش و کشورهای آسیای جنوب‌شرقی زندگی می‌کند. این گونه خفاش به میوه انبه علاقه زیادی دارد. وزن نوع بالغ این گونه ۲۱ تا ۳۵ گرم است.

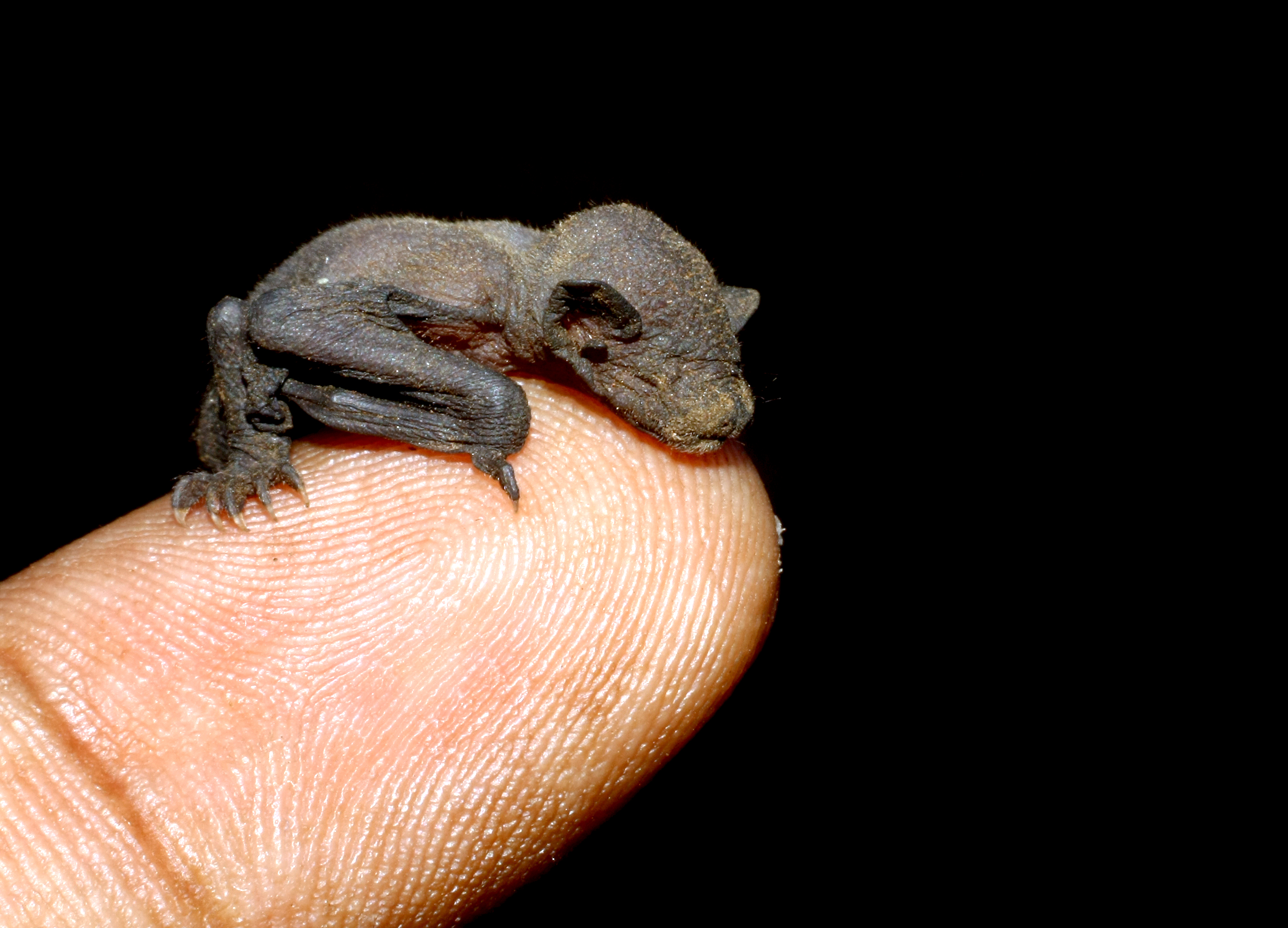
یک نوزاد خفاش میوه‌خوار پوزه‌کوتاه کوچک چسبیده به انگشت انسان.